# Chañar Punco
Chañar Punco es una localidad del departamento Santa María en la provincia argentina de Catamarca. Se encuentra sobre la Ruta Nacional 40. Constituye una comuna del municipio de Santa María con un delegado comunal electo a su frente y con sede en Lampacito.

## Población
Cuenta con 1,736 habitantes (Indec, 2010), lo que representa un incremento del 1,5% frente a los 1,710 habitantes (Indec, 2001) del censo anterior. Incluye Lampacito y Medanitos.
| Gráfica de evolución demográfica de Chañar Punco entre 1991 y 2010 |
|                                                                    |
| Fuente: Censos nacionales del INDEC                                |

## Terremoto de Catamarca 1898
Ocurrió el 4 de febrero de 1898, a las 12:57 de 6,4 en la escala de Richter; a 28°26′ de Latitud Sur y 66°9′ de Longitud Oeste (28°26′59″S 66°9′0″O / -28.44972, -66.15000)
Destruyó la localidad de Saujil, y afectó severamente los pueblos de Pomán, Mutquín, y entorno. Hubo heridos y contusos. Ante la desesperación, los habitantes del Departamento acudieron a la misericordia del Señor del Milagro, patrono de esa localidad, que aligeró los corazones y desde entonces en agradecimiento, la gente del departamento se reúne en Saujil cada 4 de febrero para conmemorar el milagro.